# Yemen del Sur en los Juegos Olímpicos
Yemen del Sur estuvo representado por una delegación propia en los Juegos Olímpicos. Tras la reunificación yemení en 1990, los deportistas compitieron bajo la bandera de Yemen.
Los Juegos Olímpicos de Seúl 1988 fue su única participación en las ediciones de verano. El país no obtuvo ninguna medalla en estos Juegos.
En los Juegos Olímpicos de Invierno Yemen del Sur no participó en ninguna edición.

## Medallero

### Por edición
Juegos Olímpicos de Verano
| Evento    | Oro | Plata | Bronce | Total |
| --------- | --- | ----- | ------ | ----- |
| Seúl 1988 | 0   | 0     | 0      | 0     |
| TOTAL     | 0   | 0     | 0      | 0     |